# Harbin Aircraft Manufacturing Corporation

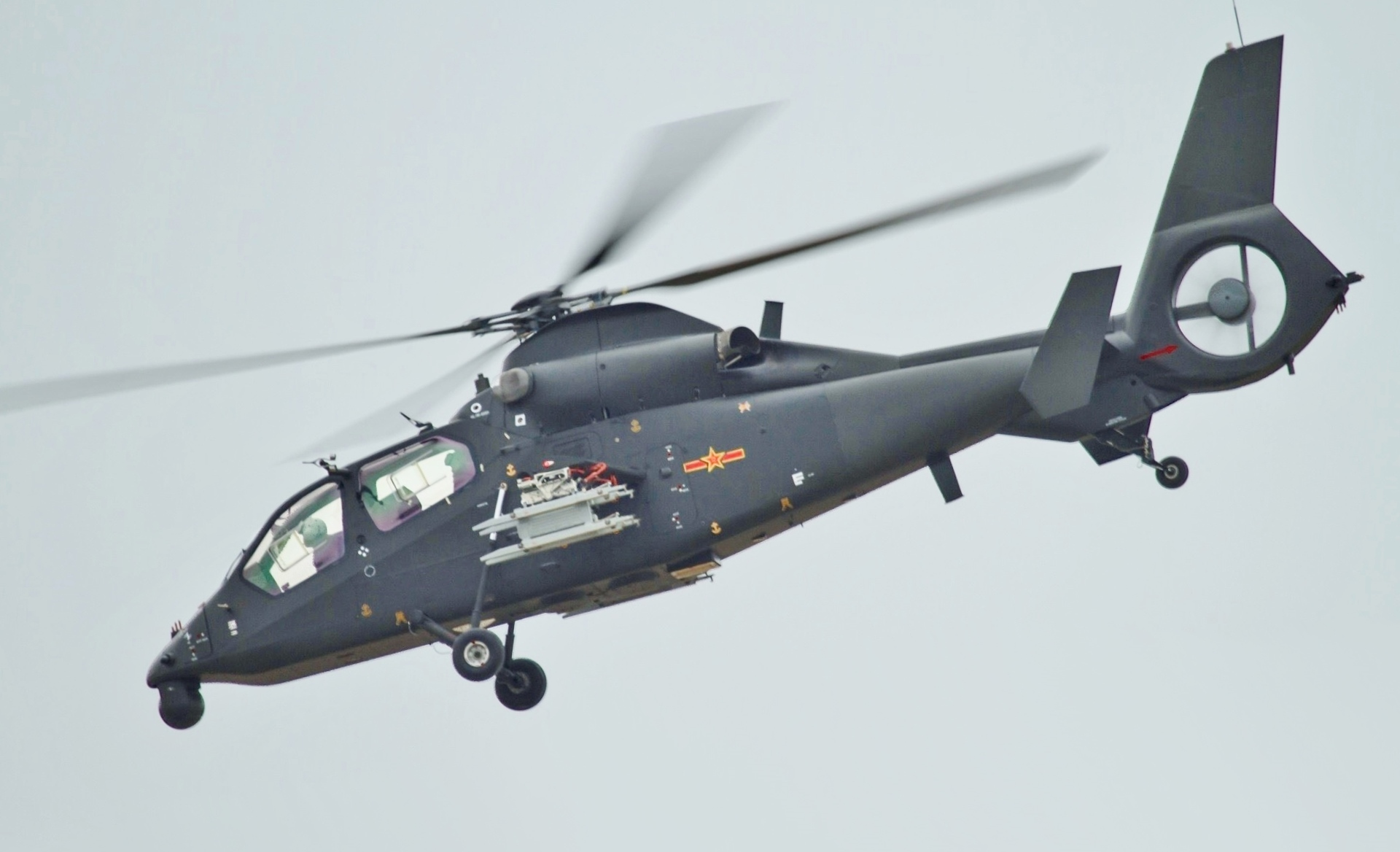
Helicóptero Harbin Z-19 en el aire.

Harbin Aircraft Manufacturing Corporation (HAMC) es un fabricante de aeronaves situado en la ciudad de Harbin, la capital de la provincia de Heilongjiang, en la República Popular China. 
La compañía fue fundada en el año 1952 para la fabricación de aeronaves para el mercado nacional, pero en la actualidad provee componentes para compañías aeroespaciales extranjeras. HAMC es una subsidiaria de AVIC II.
Una de las empresas pertenecientes al grupo Harbin Aircraft Manufacturing Corporation, Hafei Motor, es uno de los principales fabricantes de automóviles de China.

## Historia
La primera fábrica abrió en el año 1952 para la reparación de aeronaves. En 1958, empezó a fabricar bajo licencia de producción aeronaves soviéticas. Produjo el Z-5, el helicóptero Mil Mi-4, y el bombardero ligero H-5 - basado en el Ilyushin Il-28. 

## Principales productos
Helicópteros
- Harbin Z-5 - Variante china del Mil Mi-4
- Harbin Z-9 - Variante china del Eurocopter Dauphin
- Harbin Z-9W/G helicóptero de ataque
- Harbin Zhi-15
- HC-120 desarrollado conjuntamente con Eurocopter
- Harbin Z-20 Helicóptero de transporte

Bombarderos
- Harbin H-5 - Variante china del Ilyushin Il-28
- Harbin SH-5 avión anfibio
- HongDian-5 - Versión ECM del Harbin H-5

Aeronaves utilitarias
- Harbin PS-5 Avión antisubmarino basado en el Harbin SH-5
- Harbin Y-11

Transportes
- Harbin Y-12 Avión STOL basado en el Harbin Y-11

Aviones comerciales
- ERJ 145, en colaboración con Embraer

Drones
- Harbin BZK-005